# Derek Drouin
Derek Drouin (Sarnia, 6 de março de 1990) é um atleta canadense, campeão olímpico e mundial do salto em altura. Além dos títulos olímpico e mundial, ele é campeão dos Jogos Pan-americanos e dos Jogos da Commonwealth e tem a melhor marca pessoal de 2,40 m, um dos únicos dez atletas na história a superar esta marca ao ar livre.

## Carreira
Drouin recebeu sua primeira lição de salto em altura no jardim de infância em Ontário, quando seu professor introduziu o esporte para a classe. Após a aula, Drouin foi para casa e colocou uma vassoura sobre dois alto-falantes e começou a pular sobre ela. Sua primeira conquista  internacional foi quando ganhou o campeonato Pan-Americano da Juventude de 2009, com um salto de 2,27 m. Ele continuaria em sua carreira competindo na NCAA – a associação que rege o atletismo universitário nos EUA – com a equipe de atletismo do Indiana Hoosiers onde seria o primeiro atleta Hoosier a ganhar um campeonato da NCAA no salto em altura. Antes da temporada de 2012, Drouin nunca tinha competido em qualquer categoria adulta de campeonatos mundiais.Ele ganhou o Big Ten Athlete of the Year depois de se tornar o primeiro atleta na história da NCAA a vencer cinco campeonatos no salto em altura e foi cinco vezes campeão universitário pela Universidade de Indiana.
Depois de vencer o campeonato canadense com um salto de 2,31 m, mesmo depois de ter rompido três ligamentos do joelho em 2011 e voltando a competir apenas em abril de 2012, ele disputou a prova em Londres 2012, onde ficou com a medalha de bronze com um salto de 2,29 m, empatado com mais dois atletas, Robert Grabarz da Grã-Bretanha e Mutaz Essa Barshim do Bahrein. No ano seguinte, no Mundial de Moscou 2013, nova medalha de bronze, atrás de Barshim e do ucraniano Bohdan Bondarenko, mas com novo recorde pessoal e canadense, 2,38 m.
Em 2014 ele quebrou o próprio recorde saltando 2,40 m numa competição no Drake Relays, em Des Moines, Iowa. Em seguida venceu também o salto em altura nos Jogos da Comunidade Britânica disputados em Glasgow, na Escócia. Em 2015, seus dois grandes torneios foram os Jogos Pan-americanos disputados em casa, em Toronto e o Campeonato Mundial de Atletismo, em Pequim. Drouin venceu os dois, tornando-se campeão pan-americano e mundial.
Em seus segundos Jogos Olímpicos, Rio 2016, Drouin venceu a prova com um aproveitamento perfeito, saltando todas as marcas na primeira tentativa, até ultrapassar sozinho os 2,38 m, encerrando a prova com uma tentativa frustrada de saltar novamente os 2,40 m, deixando seus principais rivais, Barshim e Bondarenko, com as medalhas de prata e bronze.